# Landkreis Lichtenfels
Landkreis Lichtenfels är ett distrikt (Landkreis) i norra delen av det tyska förbundslandet Bayern. Huvudorten är Lichtenfels.

## Beskrivning
Landskapet i distriktet kännetecknas av floden Mains dalgång. Söder om floden hittas de norra sluttningarna av bergstrakten Fränkische Alb. Norr om Main ligger ett kulligt område.
Distriktet har ett tätt järnvägsnät och i huvudorten stannar snabbtåget ICE. Sevärdheter är slottet i Lichtenfels, Kloster Banz och Basilika Vierzehnheiligen nära Bad Staffelstein.